# Dama de pică (operă)
Dama de pică este o operă în trei acte și șapte tablouri de Piotr Ilici Ceaikovski.
Libretul a fost scris de M.Ceaikovski și P.Ceaikovski, după povestirea lui Aleksandr Pușkin Pikovaya Dama (Dama de pică), 1883.
Premiera a avut loc la 7 decembrie 1890, Teatrul Mariinski, Sankt Petersburg (Rusia).
Acțiunea se desfășoară în Sankt-Petersburg, la sfârșitul secolului al XVIII-lea.
Opera Națională București a fost inaugurată la 9 ianuarie 1954 cu spectacolul Dama de pică, de Piotr Ilici Ceaikovski, dirijat de Egizio Massini.
Premiera la Chișinău a avut loc la 3 aprilie 1965, la Teatrul Moldovenesc de Stat de Operă și Balet “A.S.Pușkin“.